# Codes postaux en Indonésie
 (mai 2024).
En Indonésie le code postal, en indonésien kode pos, est composé de 5 chiffres.
- Le premier chiffre indique la région,
- Les deuxième et troisième chiffres indiquent le kabupaten  (département) ou la kota  (ville),
- Le quatrième chiffre indique le kecamatan (district),
- Le cinquième chiffre indique le kelurahan (commune) ou le desa (village).

Dans le cas particulier de Jakarta, le code postal se compose comme suit :
- Le troisième chiffre indique le kecamatan
- Le quatrième chiffre indique le kelurahan
- Le cinquième chiffre est un "0".

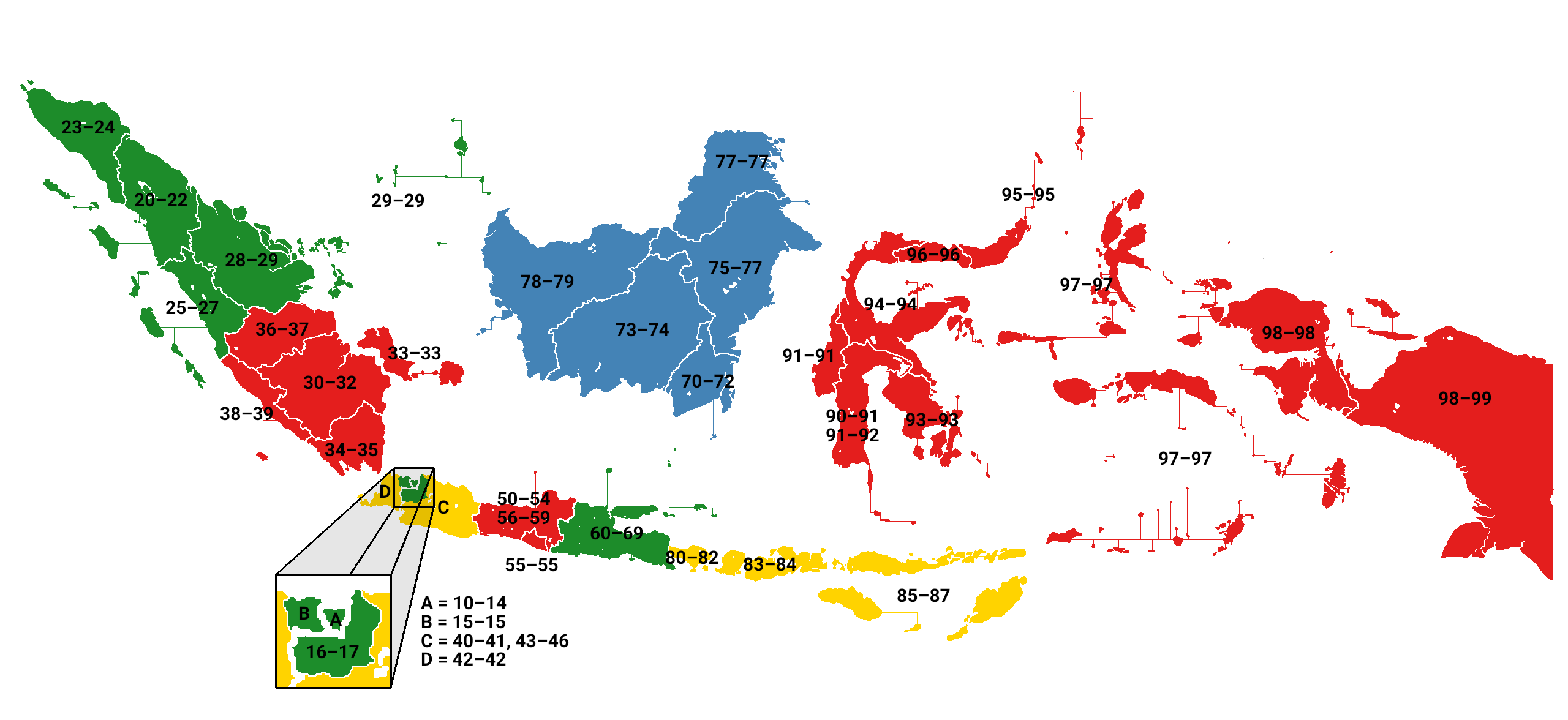
Le code postal des provinces

Le premier chiffre du code postal correspond aux régions suivantes :
| Premier chiffre | Zone postale |
| --------------- | --- |
| 1               | Zone métropolitaine de Jakarta                                                                                                |
| 2               | Moitié nord de Sumatra, comprenant les provinces d'Aceh, du nord de Sumatra, de l'ouest de Sumatra, de Riau et des îles Riau. |
| 3               | Moitié sud de Sumatra, comprenant les provinces de Bengkulu, Jambi, Bangka Belitung, Sud de Sumatra et Lampung.               |
| 4               | Les provinces de Banten et de Java occidental (à l'exception des parties de la zone métropolitaine de Jakarta).               |
| 5               | La province de Java central et la région spéciale de Yogyakarta.                                                              |
| 6               | La province de Java oriental.                                                                                                 |
| 7               | Kalimantan (la partie indonésienne de l'île de Bornéo).                                                                       |
| 8               | Les provinces de Bali, de Nusa Tenggara Ouest et de Nusa Tenggara Est (les petites îles de la Sonde).                         |
| 9               | Sulawesi (Célèbes), Maluku (Molucques) et Papouasie (Nouvelle-Guinée occidentale).                                            |